# Friedrich Sengle
Friedrich Sengle (* 14. November 1909 in Thalassery, Kerala, Indien; † 14. März 1994 in Seefeld, Oberbayern) war ein deutscher Germanist und Literaturhistoriker.

## Leben
Friedrich Sengles Vater Paul (1870–1932) war Missionar der Basler Mission in Britisch-Indien, wo Friedrich zur Welt kam. Nach dem Wunsch seines Vaters sollte er Theologie im Evangelischen Stift Tübingen studieren, entschied sich dann aber für Deutsch, Englisch und Geschichte in Tübingen (1928/29), Berlin (1929–1931), Frankfurt am Main (1931) und wieder Tübingen, wo er 1933 sein Lehramtsexamen ablegte und dann als Lehrer tätig war. Er promovierte 1936 in Tübingen zum Dr. phil. und wurde an dieser Universität Assistent bei seinem Doktorvater Paul Kluckhohn.
Seit 1937 war Sengle Mitglied der NSDAP; von einem damals entstandenen antisemitisch-tendenziösen Aufsatz über Ludwig Börne distanzierte er sich im Alter. Von 1939 bis 1945 war er Soldat und verfasste zu dieser Zeit eine Studie über das deutsche Geschichtsdrama, mit der er sich 1942 in Tübingen habilitierte. Nach 1945 war er in Tübingen Privatdozent, seit 1949 außerplanmäßiger Professor. Ab 1951 war er Extraordinarius in Köln, 1952 Ordinarius in Marburg, 1959 in Heidelberg und von 1965 bis zu seiner Emeritierung 1978 in München. Seit 1965 war er Mitglied der Heidelberger Akademie der Wissenschaften. 1968 wurde er zum ordentlichen Mitglied der Bayerischen Akademie der Wissenschaften gewählt.
Friedrich Sengle wurde 1994 auf dem Alten Evangelischen Friedhof von Seefeld-Hechendorf begraben.

## Werk
Als Literaturhistoriker lehnte Sengle positivistische ebenso wie marxistische Positionen ab. Am Irrationalismus kritisierte er die Bevorzugung der pathetischen und tragischen Literatur, stattdessen befürwortete er den ironischen Stil. Bei seiner Antrittsrede in Heidelberg (1959) trat er für die Einheit von Literaturgeschichte und -kritik ein.
Sein Arbeitsschwerpunkt war die deutsche Literatur von 1750 bis 1850. Über Johann Wolfgang von Goethe veröffentlichte er nach seiner Dissertation Goethes Verhältnis zum Drama (1937) eine sozialgeschichtliche Biographie (Das Genie und sein Fürst, 1993) und einen Sammelband mit Essays und Aufsätzen. Aus dem Nachlass wurde eine auf Vorlesungsmanuskripten beruhende Einführung in Goethes Leben und Werk publiziert. In seinem dreibändigen Hauptwerk Biedermeierzeit (1971–1980) korrigierte er das bisherige Bild dieser Zeit als Übergangsperiode und stellte sie als eigenständige und originäre Literaturepoche dar.
1976 war Sengle Mitbegründer des „Internationalen Archivs für Sozialgeschichte der deutschen Literatur“, dessen Mitherausgeber er von 1976 bis 1983 war. Jost Hermand, Georg Jäger und Manfred Windfuhr zählen zu seinen prominentesten Schülern. Ende 1994 übernahm das Heinrich-Heine-Institut in Düsseldorf Sengles umfangreichen Nachlass.

## Biedermeierzeit
In den drei Bänden seines magnum opus „Biedermeierzeit“ geht Sengle von der Vorstellung einer Epoche als Koordinatensystem der jeweils vorliegenden Richtungen/Strömungen aus. Daraus ergibt sich für die Darstellung der Biedermeierzeit die Aufgabe, zuerst alle literarisch relevanten Richtungen und Strömungen zu bestimmen, die das Koordinatensystem der Biedermeierzeit bilden (Bd. 1) und dann die literarischen Formen (Bd. 2) und die exemplarischen Dichterpersönlichkeiten (Bd. 3) in dieses Koordinatensystem einzuordnen. Von den 15 Schriftstellern, denen im dritten Band monographische Abschnitte gewidmet sind, stammen sechs (Franz Grillparzer, Nikolaus Lenau, Johann Nestroy, Ferdinand Raimund, Charles Sealsfield und Adalbert Stifter) aus dem habsburgisch-österreichischen Raum, was Sengles besondere Beziehung zur österreichischen Literatur und Literaturwissenschaft zeigt.

### Richtungen
Die deutsche Literaturgeschichte arbeitete für das späte 18. und frühe 19. Jahrhundert traditionell mit einer Abfolge von „Gegensatzpaaren“ (mit dem Einschub der Jugendbewegung des Sturm und Drang im 18. Jahrhundert): Aufklärung/Empfindsamkeit, Klassik/Romantik, Biedermeier/Junges Deutschland, gefolgt vom Zeitalter des Realismus. Laut Sengle genügt das herkömmliche Schema Biedermeier/Junges Deutschland zur Beschreibung der Biedermeierzeit nicht: „Die Aufstellung weiterer Richtungen ist […] notwendig. Das Biedermeier und das Junge Deutschland erfassen nur einen Teil der Literatur, die uns in der Biedermeierzeit dichterisch wertvoll oder historisch interessant erscheint“. Sengle führt daher weitere Richtungen ein, so dass sein Koordinatensystem für die Biedermeierzeit schließlich mehr als zehn Richtungen umfasst. Dazu gehören zum Beispiel der Weltschmerz, die Junghegelianer und die geistliche Restauration als kirchliche Gegenbewegung gegen die Tendenzen des Atheismus und Materialismus. Die Hauptmenge der neu eingeführten Koordinaten betrifft jedoch das Weiterwirken vorangegangener „Richtungen“ in Form von Traditionen. Dazu zählt Sengle: Barocktradition, Aufklärungstradition, Rokoko-Tradition, Empfindsamkeitstradition, Sturm-und-Drang-Tradition und Romantiktradition Dazu kommen „Einstellungen“, die immer wieder in veränderter Gestalt auftreten können, wie z. B. Idealismus und Klassizismus (als Kunstströmungen, die sich an der Antike orientieren bzw. auf antike Vorbilder berufen).

### Einordnung der Dichter in die Richtungen
Die verschiedenen Richtungen einer Epoche liefern das Koordinatensystem, „das es dem Historiker gestattet, den geschichtlichen Ort des einzelnen Schriftstellers näher zu bestimmen“. Dabei wird kein einziger Schriftsteller genau auf einer der Linien stehen, also ausschließlich eine Richtung repräsentieren. Der Ort des einzelnen Schriftstellers ist vielmehr im freien Raum zwischen den Linien. Sengle berücksichtigt dabei auch die individuelle Entwicklung des jeweiligen Schriftstellers sowie regionale Unterschiede (z. B. österreichisches und schwäbisches Biedermeier).
In Band 3, Die Dichter, ordnet Sengle einzelne Schriftsteller folgendermaßen ein:
- Grillparzer: Anfänge als Schauerromantiker, dann zwischen Biedermeier und Klassizismus („klassizistisch überformtes Biedermeier“).[6]
- Ferdinand Raimund: zwischen biedermeierlicher Gemütskultur und Weltschmerz.
- Johann Nestroy: „gehört in die Spätphase der Barocktradition“.[7]
- Adalbert Stifter: in der Jugend Anteil am „empfindsamen Weltschmerz“.[8] dann vor 1850 Inbegriff des Biedermeier,[9] nach 1850 „klassizistisch überformtes Biedermeier“.[10]
- Mörike: Strukturveränderung, zuerst Weltschmerzpoet, dann „klassizistische Wende“ zum „heiteren Meister des Spätbiedermeier“.[11]
- August Graf von Platen: am Anfang seiner Werke „romantische“ Formen; Mitte: dramatische Versuche, die z. T. schon an der Antike orientiert sind; Spätzeit: volle Ausbildung zum „Klassizisten“.[11]
- Nikolaus Lenau: der „Klassiker des Weltschmerzes“.[12][Anm. 5]
- Gotthelf: ein Vertreter der geistlichen Restauration.[13]
- Annette von Droste-Hülshoff: „steht zentraler im Biedermeier als die meisten Dichter ihrer Zeit“;[14] steht im Spannungsfeld zwischen weltlichem und geistlichem Biedermeier.[15]
- Immermann,[16] Willibald Alexis,[5] Charles Sealsfield:[16] Zwischenstellung zwischen Biedermeier und Jungem Deutschland.
- Justinus Kerner: „irgendwo zwischen Weltschmerzpoeten, schwäbischem Biedermeier und […] Romantiktradition“.[17]
- Der alte Tieck: „Salonschriftsteller“ zwischen Biedermeier und entdämonisierter Romantik.[18]
- Varnhagen, Nicolai, Voß: Vertreter der „Spätaufklärung“ (Aufklärungstradition).[19]

### Beispiel Heinrich Heine
Eine interessante Figur in Bezug auf die Einordnung in das Koordinatensystem der Biedermeierzeit ist Heinrich Heine. Heine zeigt nach Sengle „eine tiefe Verwurzelung in der Vergangenheit“, d. h., er hat einen Bezug zu fast allen Richtungen der Zeit. Sengle ordnet ihn nach folgenden Kriterien zu:
- Junges Deutschland: Wenn man Heine in seinem Schwerpunkt erfassen will, „muss man ihn als den geistigen Führer der Jungdeutschen sehen“.[21]
- Weltschmerz: Grundstruktur Heines ist Widersprüchlichkeit und Zwiespältigkeit; damit ordnet er sich ein in die zeittypische Zerrissenheit (Weltschmerz): „Heine ist für seine Zeit der deutsche Byron“.[22]
- Biedermeier/Empfindsamkeit: Einerseits hatte Heine gerade wegen seiner empfindsam-biedermeierlichen Elemente Erfolg beim breiten Publikum;[23] andererseits stetige Parodie der Empfindsamkeit.
- Klassizismus: Heine lehnt die „Kunstperiode“, die im Zeichen Goethes stand, ab.[24]
- Aufklärungstradition: Heine steht in der Reihe der „großen polemischen Geister des 18. Jahrhunderts“,[25] allen voran Voltaire, der „Fürst der Spötter“.
- Romantiktradition: Heine als der „letzte Romantiker“, das „letzte Waldlied der Romantik“;[26] aber auch hier Parodie, Desillusionierung, Entlarvung der Romantik.
- Barocktradition: das alte metaphysische Schema von der Welt als Narrentheater und Siechenhaus;[27] Stil: Geist der alten Emblematik.[28]
- Witzkultur des 18. Jahrhunderts, die im Rokoko entstand (Witzstil: Hyperbolik, Ironie, Satire, Parodie); Heine als „Napoleon des Witzes“.[29]

Die dominanten Richtungen für Heine bestimmt Sengle in seinem Fazit so: Als Zeitgenosse war er der geistige Führer der Jungdeutschen. Literaturhistorisch ist sein Schaffen einzuordnen als nicht bewältigter Versuch der Vermittlung von Romantik (Schwärmerei) und Aufklärung (Ironie), was sich in seiner zentralen Denkfigur der „Illusionsbrechung“ zeigt (Romantik/Empfindsamkeit und ihre ständige Parodie/Desillusionierung).

### Bewertung der Richtungen
Sengle vertritt die Einheit von Literaturgeschichte und Literaturkritik, d. h., zur Literaturgeschichte gehört zwingend eine Wertung der einzelnen Richtungen und Schriftsteller. Dies soll im Folgenden an den beiden Polen der Zeit, den Jungdeutschen und den Biedermeierdichtern, sowie der darauf folgenden Epoche der Realisten aufgezeigt werden.

#### Die Jungdeutschen
Sengle hält die Jungdeutschen (bis auf Heine, den er zu den „wahren Meistern“ zählt) als Dichter im strengen Sinne für zweitrangig, wie folgende Zitate zeigen: „Tatsächlich verrät mein Abschnitt über die Jungdeutschen noch die Qualen, die ich beim Lesen von soviel jungdeutscher Erzählprosa erlitt“; „der literarische Qualitätsnachweis (bezüglich der Jungdeutschen) steht noch aus“. Was Sengle den Jungdeutschen ankreidet, ist, dass sie „in der Negation steckenbleiben“. Sie sind eine reine Oppositionsbewegung gegen die Restauration ohne eigene positive Kraft. Zur Zeit der „Studentenrevolution“ an den deutschen Universitäten (um 1968) erfuhr die Richtung eine Aufwertung: Aufkommen der Epochenbezeichnung „Vormärz“, Heine und Büchner in der Forschung überrepräsentiert, verbunden mit einer „Diffamierung der konservativen Hauptrichtung“ (Restauration) als kleinbürgerlich. Dem hält Sengle entgegen, dass der Historiker objektiv zu sein habe; er dürfe sich nicht auf seine Lieblingsschriftsteller beschränken.
Diesem negativen Gesamturteil entspricht die Beurteilung einzelner Schriftsteller der Jungdeutschen:
- Karl Gutzkow: „ist typisch für Geist, Stil und Taktik der Jungdeutschen“.[35] „Wally, die Zweiflerin“ (1835): dichterisch schwach, „ein schlechter und in jeder Weise taktloser Roman“;[36] Fazit zu Gutzkow: verdientermaßen vergessen.[37]
- Theodor Mundt: Der Roman „Madonna, oder: Unterhaltungen mit einer Heiligen“ (1835) ist „ästhetisch mangelhaft“; der „Begriff Tendenzdichtung bedeutet oft nichts anderes, als dass der Erzähler zur ästhetischen Verwirklichung des Gedachten unfähig ist“.[38]
- Heinrich Laube: „begrenzte Fähigkeit zu inhaltsreicher und allgemeinverständlicher Erzählung“;[39] im Drama (Lustspiel) besser.[40]
- Ludolf Wienbarg: „Später tat er das, was bei zweitrangigen Poeten immer das beste ist. Er nahm Abschied von der Poesie“.[41]

#### Die Biedermeierdichter
Die Biedermeierdichter sind nicht so stark verneinend wie die Jungdeutschen. „Es gibt gute literarhistorische Belege für die Tatsache, dass die konstante Verneinung eher zweitrangigen als erstrangigen Dichtern bekömmlich ist“. „Produktive Geister können nicht ein Leben lang in der Verneinung leben“; „die dichterische Weltschöpfung scheint von einem, wie immer begrenzten, ‚Ja zur Welt‘ abzuhängen“. Stifters Novellen und die zwei Novellen von Annette von Droste-Hülshoff und Mörike (Die Judenbuche, Mozart auf der Reise nach Prag) nehmen einen immer gesicherteren Platz in der deutschen Nationalliteratur und wohl auch bald in der Weltliteratur ein.
Den Gegensatz von Weltverneinung und Weltbejahung exemplifiziert Sengle an verschiedenen Beispielen. Der Pfarrer Gotthelf schrieb seine besten Romane, die Uli-Romane, im Vormärz (vor 1848). Die fast fanatische Verneinung, die in seinen Nachmärzromanen (nach 1848) hervortritt, hat sein Ansehen als großer Erzähler, als „Homer“ erschüttert. Umgekehrt kann man sich den Tendenzlyriker Gottfried Keller von 1845 noch nicht als den Erzähler von „Romeo und Julia auf dem Dorfe“ vorstellen. Es war wahrscheinlich so, dass der liberale Keller der Ermutigung durch ein liberaleres Zeitalter (nach 1848) bedurfte, um zum großen Erzähler zu reifen. Rückblickend ist die Kritik der Universität Göttingen in Heines „Harzreise“ hervorragend witzig, aber man erhält kein positives Bild der bedeutenden Lehrstätte, wie es große Erzähler erschaffen könnten. Es bleibt bei der derb gezeichneten Karikatur, Heine bleibt „in der Negation stecken“.

#### Die Realisten
Mit den Realisten erreicht Deutschland laut Sengle das literarische Niveau der westeuropäischen Nationalstaaten; die Dichtung der realistischen Generation in Deutschland entspricht dem Maßstab der Weltliteratur. Die zweite Hälfte des 19. Jahrhunderts ist gekennzeichnet durch die Verstärkung des Gegensatzes von Christentum und atheistischen Strömungen, die die Existenz einer überirdischen Welt ablehnen. Das „Ja zur Welt“, das Verklärungsprinzip des bürgerlichen Realismus ergibt sich gerade aus der Tatsache, dass die Welt die einzig verbleibende Instanz ist. Während Sengle im Verhältnis zu den Dichtern der Biedermeierzeit auf historische Distanz bedacht ist, gehört seine „Liebe und Verehrung den großen realistischen Dichtern“ (Keller, Raabe, Fontane). Der „größte Meister unter den deutschsprachigen Realisten“ ist für ihn Gottfried Keller. Sengle spricht von der „unvergleichlichen Frische“ der Leute von Seldwyla und rechnet den Grünen Heinrich in der ersten Fassung von 1854 wegen seiner noch weithin unbewussten Bildlichkeit zu den reinsten Werken eines symbolischen Realismus.

## Sengles Geschichtsauffassung
Sengles Geschichtsauffassung basiert im Wesentlichen auf zwei Grundannahmen. Erstens: Geschichte kann adäquat nur auf der Basis großer Materialmengen betrieben werden (Erhebung von Massendaten). Zweitens: Geschichte muss vom Historiker aus diesen Massendaten rekonstruiert werden.

### Erhebung von Massendaten
Sengle beschreibt die Grundproblematik der Geschichtswissenschaft so: „Geschichtliche Strukturen sind […] immer nur Dominanten innerhalb zahlreicher widersprüchlicher Tendenzen und Traditionen. Da es für jedes Einzelzitat ein Gegenzitat gibt, bleibt man ohne eine quantitative Erfassung der historischen Tendenzen im Vorhof der Geschichte.“ Eine umfassende Materialbasis ist also unabdingbare Voraussetzung. Die „bisherige Literaturgeschichte“ habe „auf einer viel zu schmalen, jede Deutungswillkür gestattenden Materialbasis aufgebaut“. Daher wertet Sengle nicht nur die Primär- und Sekundärliteratur aus, sondern auch vielfach unbekanntes Material, zum Beispiel für die „militante geistliche Restauration“ die „Evangelische Kirchenzeitung“, das zeitgenössische „protestantische Hetzblatt“.
Die eigentliche Schwierigkeit besteht aber darin, bei der historischen Einordnung eines Schriftstellers in das Koordinatensystem seiner Zeit aus der Masse der vorliegenden Daten die „dominanten“ Richtungen herauszufiltern (wie am Beispiel Heines ersichtlich). Aus diesem Grund leitet Sengle, sobald es um die historische Einordnung eines Schriftstellers geht, seinen Gedankengang stereotyp mit Wendungen ein wie: „diese schwierige Frage“, „diese ungemein schwierige Frage“, „der alte Tieck, dieser überaus komplizierte Schriftsteller“.

### Geschichte als Rekonstruktion
Die Arbeit des Historikers darf nicht bei der „bloßen Entfaltung der Stoffmassen“ stehen bleiben, sondern diese Stoffmassen erfordern einen konstruktiven Zugriff, d. h., der Historiker muss aus den Daten die Geschichte rekonstruieren. Dies soll an den beiden Hauptrichtungen der Biedermeierzeit, dem „Biedermeier“ und dem „Jungen Deutschland“, beispielhaft erläutert werden.
Die Forschung zur literarischen Richtung des Biedermeier begann um 1910/20 (Paul Kluckhohn). Die frühe Biedermeierforschung neigte dazu, im bürgerlichen bzw. kleinbürgerlichen Biedermeier die Quintessenz dieser Richtung zu sehen. Aus diesem Blickwinkel ergab sich z. B. die Meinung, dass sich die Tragödie unmöglich mit dem Biedermeier vertrage. Um dieses Problem der Verbürgerlichung des Biedermeier zu umgehen, führt Sengle die Begriffe „Höfisches Biedermeier“ und „Geistliches Biedermeier“ ein. Höfisches Biedermeier umfasst dabei z. B. hohe Gattungen (wie Ode, Tragödie), die oft noch in der Tradition des Fürstenpreises oder Fürstenspiegels früherer Zeiten stehen (Beispiele: Platens Ode „An König Ludwig“ (1825) oder Johann Ladislaus Pyrkers Hexameterepos „Rudolph von Habsburg“ zu Ehren der Habsburgerdynastie). Zum Geistlichen Biedermeier gehört z. B. die Erneuerung des Kirchenlieds durch Philipp Spitta.
Einen ähnlich konstruktiven Zugriff zeigt Sengle bei der Behandlung des „Jungen Deutschland“. Das beginnt schon bei der Frage, wen man alles zur Richtung der Jungdeutschen zählen soll. Sengle plädiert im Gegensatz zu Forschern, die dazu neigen, die Richtung auszuweiten, dafür, nur die Schriftsteller einzubeziehen, die von dem Verbot 1835 betroffen waren, also Heine, Wienbarg, Laube, Mundt und Gutzkow. Des Weiteren überlegt Sengle, ob es nicht sinnvoll wäre, den „Frühsozialismus“ als weitere eigene Richtung in das Koordinatensystem der Biedermeierzeit einzuführen, z. B. für Autoren wie Büchner und Freiligrath. Andererseits schließt er nicht aus, dass die zukünftige Forschung den Jungdeutschen doch die anderen oppositionellen Gruppen (Vormärzpoeten, Junghegelianer, Frühsozialisten) angliedern könnte.
Der Historiker muss sich also der Tatsache bewusst sein, dass er eine subjektive Rekonstruktion der Geschichte betreibt, ebenso wie umgekehrt der Leser, dass er bei der Lektüre eines Buchs über Geschichte eine Rekonstruktion von Historikern vor sich hat.

### Gesamtkonzept „Biedermeierzeit“
Sengles Gesamtkonzept der Biedermeierzeit läuft darauf hinaus, dass er die Jahrhundertmitte (1848/50) als den großen Umschlagpunkt von der, idealtypisch gesehen, „vorrealistischen Zeit“ („Altes Europa“) zum „Zeitalter des Realismus“ interpretiert. Aus Sengles Sicht gehören alle Schriftsteller, die zur Biedermeierzeit (1815–1848) aktiv waren, zum „Alten Europa“: „Alle diese Dichter – gleichgültig ob sie progressiv oder konservativ waren – wurzelten noch im Ordnungsdenken des vorrealistischen Europa“. Sogar Ludwig Feuerbach und David Friedrich Strauß erscheinen in dieser Sicht lediglich als „umgedrehte Prediger“, als „fromme Atheisten“ und gehören damit zum „Alten Europa“.
Den Gegensatz von „Altem Europa“ (vor 1848/50) und „Zeitalter des Realismus“ (nach 1848/50) kann man nach Sengle idealtypisch so charakterisieren:
War Deutschland vor 1850 noch ein Agrarstaat, so liegt nach 1850 der „Beginn des technischen Zeitalters“, (Eisenbahn, Dampfmaschine, Fabriken), eine „kalte, nüchterne Zeit“, das beginnende „Zeitalter der Vermassung“. Ist in der ersten Jahrhunderthälfte noch das „Fortbestehen der Jenseitsreligion“. zu konstatieren, so in der zweiten der verstärkte „Abbau der Jenseitsreligion“. Zur Biedermeierzeit war die Restauration die „dominante“ Strömung. Mit der politischen Restauration (Ancien Régime) war auch die literarische wieder da: Rückgriff auf das 18. Jahrhundert, Wiederaufleben der Rhetorik-Tradition. Diese beinhaltet ein Nebeneinander der verschiedenen Sprechhaltungen (genera dicendi): Erzählung, Kommentierung, Reflexion, Predigteinlagen. Dem entspricht ein dualistisches Hin- und Herspringen zwischen „hohem Stil“ (Pathos) und „niederem Stil“ (Witz, Satire, Ironie, Groteske) Demgegenüber tendiert der „bürgerliche Realismus“ zum Abbau der Rhetorik und zum mittleren Stil: es gibt nur noch eine einzige Sprechhaltung (z. B. Erzählung), keine Stilmischungen mehr. Für die Rhetorik-Tradition des Alten Europa gilt: der „hohe Stil“ stilisiert nach oben, der „niedere Stil“ nach unten, gemeinsames Kennzeichen aber ist, dass sie beide nicht „realistisch“ sind. Erst die zweite Jahrhunderthälfte, die „nur noch diese Welt kennt“, ermöglicht einen konsequenten Individualismus und Realismus. Galt in der Rhetorik-Zeit noch die Tönerhetorik (der hohe, der schaurige, der grelle, der kurze, der komische Ton, der Volkston, der Salonton usw.) so gibt es im „Realismus“ nur noch einen „Ton“, den nüchternen, sachlichen. War von alters her die Affektenlehre die Basis der Tönerhetorik gewesen (Stillagen leiten sich von menschlichen Emotionen ab, z. B.: Ein zorniger Mensch schreit), so ist das „Zeitalter des Realismus“, damit verglichen, eine kalte, nüchterne Zeit und der Stil entsprechend nüchtern und sachlich. In diesem Sinn gehören alle „zeitgenössischen“ Richtungen der Biedermeierzeit (Biedermeier, Jungdeutsche, Vormärzlyriker, Junghegelianer) nach Sengle von ihrer Denkweise her noch zum „Alten Europa“.
Durch beide Jahrhunderthälften aber zieht sich die „Schlacht um das Christentum“. auf der einen Seite der „christliche Dammbau“ gegen den Atheismus (Geistliche Restauration), auf der anderen Seite die anti-christlichen Bewegungen. Dieser Gegensatz verschärft sich in der zweiten Jahrhunderthälfte (Kirche gegen materialistische Wissenschaft). Alles steuert auf die große Auseinandersetzung zu. Es scheint, „dass die Periode nahe sei, wo die Kirche Christi und das Reich der Finsternis sich völliger sondern und einander gegenübertreten werden, als es bisher noch jemals der Fall gewesen“ (Evangelische Kirchenzeitung, 1836).

## Schriften
- Goethes Verhältnis zum Drama. Die theoretischen Bemerkungen im Zusammenhang mit seinem dramatischen Schaffen. (= Neue deutsche Forschungen. 116). Junker und Dünnhaupt, Berlin 1937, zugleich Phil. Diss. Tübingen.
- Wieland. Metzler, Stuttgart 1949.
- Das deutsche Geschichtsdrama. Geschichte eines literarischen Mythos. Metzler, Stuttgart 1952. (2. Auflage unter dem Titel: Das historische Drama in Deutschland. Geschichte eines literarischen Mythos. Metzler, Stuttgart 1969, ISBN 3-476-98988-7)
- Arbeiten zur deutschen Literatur. 1750–1850. Metzler, Stuttgart 1965
- Die literarische Formenlehre. Vorschläge zu ihrer Reform. (= Dichtung und Erkenntnis. 1). Metzler, Stuttgart 1967. (2., verbesserte Auflage unter dem Titel: Vorschläge zur Reform der literarischen Formenlehre. Metzler, Stuttgart 1969)
- Biedermeierzeit. Deutsche Literatur im Spannungsfeld zwischen Restauration und Revolution 1815–1848. Metzler, Stuttgart
  - Band 1: Allgemeine Voraussetzungen, Richtungen, Darstellungsmittel. 1971, ISBN 3-476-00182-2.
  - Band 2: Die Formenwelt. 1972, ISBN 3-476-00242-X.
  - Band 3: Die Dichter. 1980, ISBN 3-476-00438-4.
- Literaturgeschichtsschreibung ohne Schulungsauftrag. Werkstattberichte, Methodenlehre, Kritik. Niemeyer, Tübingen 1980, ISBN 3-484-10398-1.
- Neues zu Goethe. Essays und Vorträge. Metzler, Stuttgart 1989, ISBN 3-476-00677-8.
- Das Genie und sein Fürst. Die Geschichte der Lebensgemeinschaft Goethes mit dem Herzog Carl August von Sachsen-Weimar-Eisenach. Ein Beitrag zum Spätfeudalismus und zu einem vernachlässigten Thema der Goetheforschung. Metzler, Stuttgart/Weimar 1993, ISBN 3-476-00939-4.
- Kontinuität und Wandlung. Einführung in Goethes Leben und Werk. Winter, Heidelberg 1999, ISBN 3-8253-0831-6.
- Moderne deutsche Lyrik. Von Nietzsche bis Enzensberger (1875–1975). (= Beiträge zur neueren Literaturgeschichte. 179). Winter, Heidelberg 2001, ISBN 3-8253-1116-3.
- Aufklärung und Rokoko in der deutschen Literatur. (= Beiträge zur neueren Literaturgeschichte. 215). Winter, Heidelberg 2005, ISBN 3-8253-5010-X.